# Feudal (Brettspiel)
Feudal ist ein strategisches Brettspiel für zwei Personen oder zwei Mannschaften aus dem Jahr 1967 von Fred Buestchler. Es handelt sich um eine mittelalterliche Kriegssimulation mit Schachelementen, bei der jeder der Spieler eine Armee bekommt und entweder die gegnerische Herrscherfamilie schlagen oder deren Burg besetzen muss.

## Thema und Ausstattung
Bei dem Spiel handelt es sich um ein strategisches Brettspiel mit Schachelementen, bei dem jeder Spieler mit seiner Armee die gegnerische Armee besiegen muss. Dies gelingt, wenn die gegnerischen Herrscherfamilie geschlagen oder die gegnerische Burg besetzt wurde.
Das Spielbrett besteht aus einem 24 mal 24 Feldern mit Löchern zum Aufstellen der Spielfiguren. Auf dem Spielfeld befinden sich neben den hellgrünen Wiesenflächen auch farblich gekennzeichnete Waldbereiche sowie Felsen, die durch eine Schraffierung kenntlich gemacht sind. In dem Spiel enthalten sind sechs Spielfigurensätze in sechs Farben, davon je drei in Braun- und drei in Blautönen. Jeder Figurensatz besteht aus 14 Miniaturen:
- je einen König, einen Prinz und einen Herzog (Herrscherfamilie),
- einer Burg mit befestigter Haupt- und unbefestigter Vorburg,
- zwei berittene Ritter,
- zwei Sergeanten,
- vier Speerwerfer,
- einem Knappen und
- einem Bogenschützen.

Wie beim Schachspiel haben die einzelnen Figurentypen unterschiedliche Zugmöglichkeiten und Funktionen.

## Spielweise

### Spiel für zwei Personen
Zu Beginn des Spiels wird der Spielplan in die Tischmitte gelegt und die Spieler wählen jeweils einen der Figurensätze aus; in der Regel spielen blaue gegen braune Figuren. Der Startspieler wird ausgelost und wählt aus, auf welcher Spielhälfte er das Spiel beginnen möchte. Das Spielfeld wird entsprechend ausgerichtet und der Sichtschirm wird in der Feldmitte aufgestellt. Beide Spieler stellen nun auf ihrer Spielhälfte ihre Figuren auf. Sie dürfen ihre Burg auf ein beliebiges Feld stellen, auch auf Wald- oder Felsenfelder. Reiter (Prinz, Herzog und Ritter) dürfen weder auf Wald- noch auf Felsenfelder gestellt werden und dürfen sich später auch nicht über diese bewegen. Die restlichen Figuren (Fußvolk einschließlich des Königs) dürfen den Wald betreten, nicht jedoch die Felsen. Alle Figuren dürfen auch auf einem der beiden Felder der Burg platziert werden und diese auch später wieder betreten; Ausnahme ist der Bogenschütze, der zwar in der Burg starten, diese jedoch später nicht mehr betreten darf. Nachdem beide Parteien ihre Figuren aufgestellt haben, beginnt das Spiel.
Die beiden Spieler machen, beginnend mit dem Startspieler, jeweils abwechselnd je einen Zug mit jeder Figur, die sie bewegen wollen. Es muss mindestens eine Figur bewegt werden und die Figuren werden jeweils entsprechend den Regeln für diese gezogen:
| Bild | Figur        | Bewegung | Zug | Anzahl |
| ---- | ------------ | -------- | --- | ------ |
|      | König        |          | Fußvolk; der König darf jeweils einen Schritt in eine beliebige Richtung machen. | 1      |
|      | Prinz        |          | Alle Reiter dürfen beliebig viele Felder in eine beliebige Richtung ziehen, jedoch nicht über Wald und Felsen. | 1      |
|      | Herzog       |          | Alle Reiter dürfen beliebig viele Felder in eine beliebige Richtung ziehen, jedoch nicht über Wald und Felsen. | 1      |
|      | Ritter       |          | Alle Reiter dürfen beliebig viele Felder in eine beliebige Richtung ziehen, jedoch nicht über Wald und Felsen. | 2      |
|      | Sergeant     |          | Fußvolk; der Sergeant darf jeweils einen Schritt senkrecht oder waagerecht oder beliebig viele Schritte in diagonaler Richtung machen. | 2      |
|      | Speerwerfer  |          | Fußvolk; der Speerwerfer darf jeweils einen Schritt diagonal oder beliebig viele Schritte in senkrechter oder waagerechter Richtung machen. | 4      |
|      | Knappe       |          | Fußvolk; der Knappe darf im Rösselsprung jeweils ein Feld waagerecht oder senkrecht und ein Feld diagonal ziehen. | 1      |
|      | Bogenschütze |          | Fußvolk; der Bogenschütze darf jeweils bis zu drei Schritte in eine beliebige Richtung machen. Alternativ darf er stehenbleiben und die nächste gegnerische Figur in beliebiger Richtung um drei Felder zurückschlagen. Der Bogenschütze darf keine Figuren schlagen und er darf nicht über Felsen oder eine Burg schießen. | 1      |

Mit Ausnahme des Knappen dürfen die Figuren eigene oder gegnerische Figuren nicht überspringen. Endet der Zug einer Figur auf einer Figur des Gegners, wird diese geschlagen und aus dem Spiel genommen. Der Bogenschütze darf keine Figuren schlagen, sondern nur zurückschlagen.
Ein Spieler darf mit seiner Figur nicht über eine andere Figur ziehen und der Zug darf nicht auf einem schon durch eine seiner Figuren besetzten Feld enden. Endet der Zug auf einem Feld, auf dem eine gegnerische Figur steht, wird diese geschlagen und vom Feld genommen. Dabei darf allerdings nicht beim ersten Zug einer Figur geschlagen werden. Beim Ziehen gilt dabei die Berührt-geführt-Regel: Eine einmal berührte Figur muss in dem Zug geführt werden, wenn dies möglich ist.

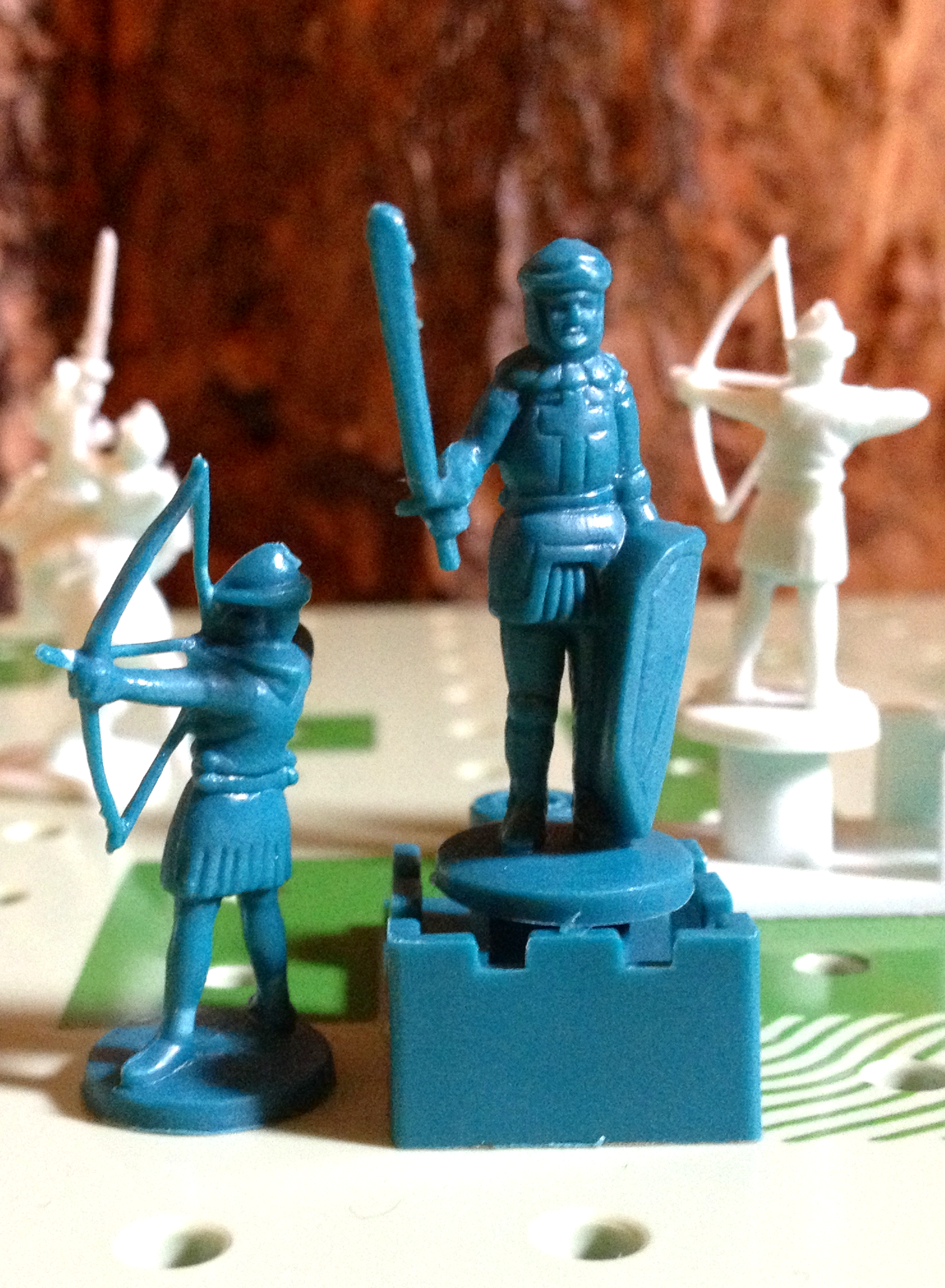
Ein König in seiner Burg
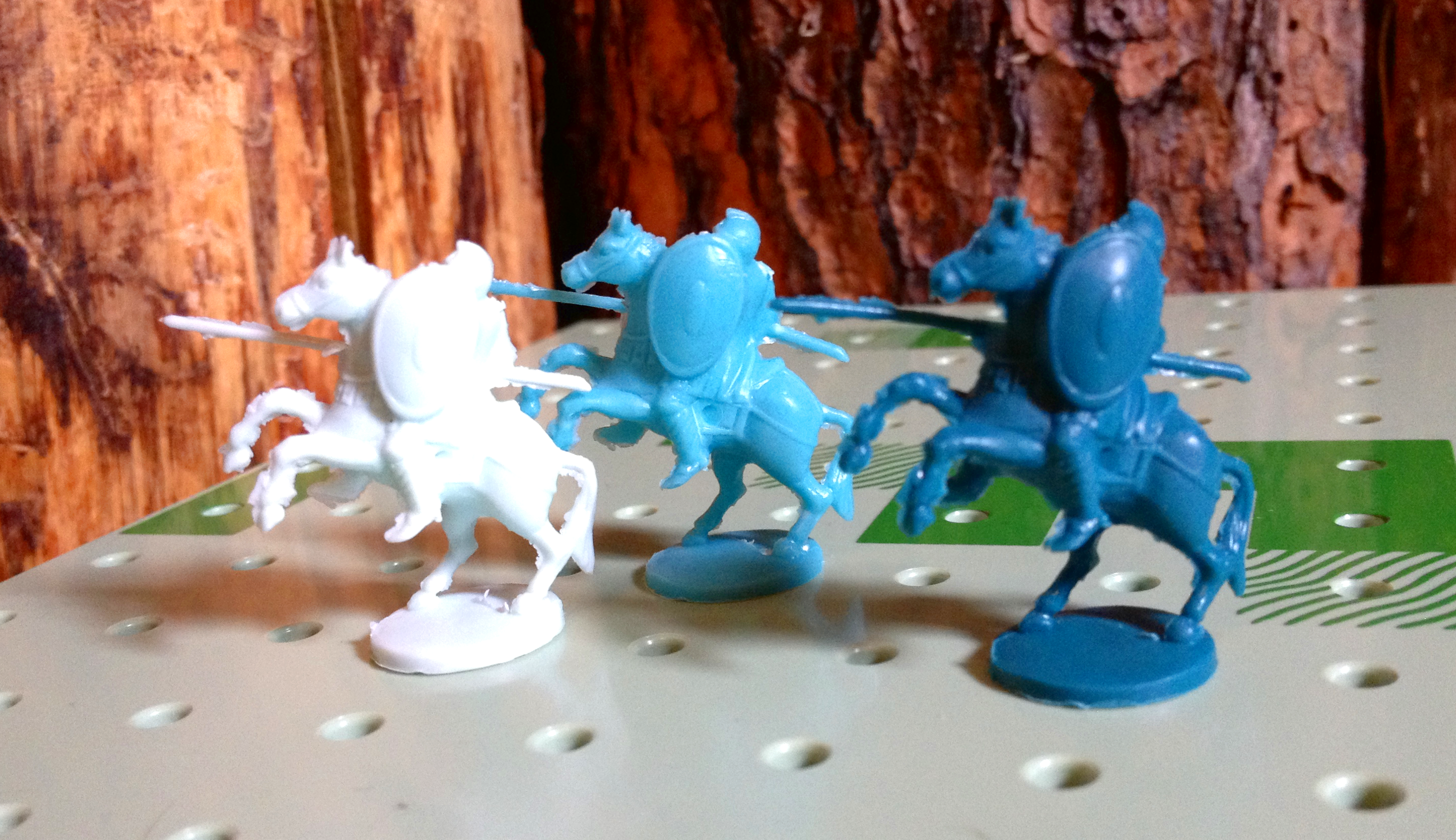
Drei Prinzen
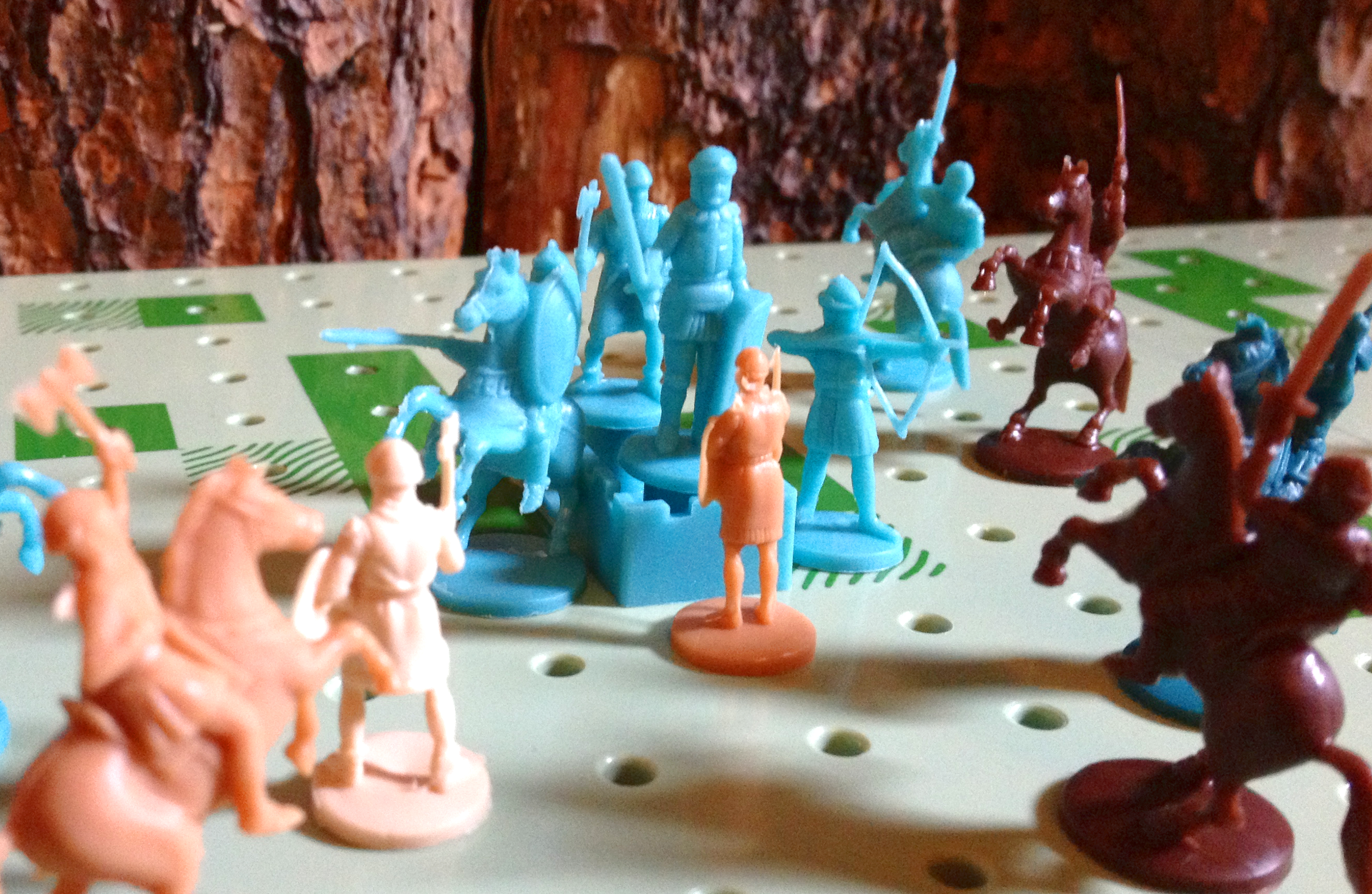
Eine gut geschützte Burg

Das Spiel endet, wenn es einem Spieler gelingt, in die gegnerische Burg einzudringen, oder wenn ein Spieler die gegnerische Herrscherfamilie bestehend aus König, Prinz und Herzog geschlagen hat.

### Spiel für zwei Mannschaften
In zwei Mannschaften können bis zu sechs Spieler an dem Spiel teilnehmen. Dabei stehen sich immer gleich viele Truppen gegenüber, bei einer ungeraden Anzahl Mitspieler übernimmt ein Spieler zwei Truppen.
Jede Mannschaft bestimmt einen Oberfeldherrn, der de jeweilige Mannschaft leitet. Die beiden Oberfeldherrn bekommen die jeweils dunkelste Truppe der Spielerfarben Braun und Blau und geben den anderen Mitspielern ihrer Mannschaft die helleren Figuren ohne Burg und Herrscherfamilie. Der Oberfeldherr teilt den Verbündeten den Prinz oder Herzog als Anführer zu, danach stellen alle Spieler einer Mannschaft gemeinsam ihre Truppen auf ihrer Spielfeldhälfte auf. Unabhängig von der Anzahl der Mitspieler darf es auf jeder Seite nur eine Burg und eine Herrscherfamilie geben.
Die Regeln des Spiels entsprechen denen des Spiels für zwei Personen, die Oberfeldherren legen die Spielreihenfolge ihrer Mannschaft in jeder Runde fest.

### Spiel für vier Spieler
Im Spiel für vier Spieler bekommt jeder Spieler ein Viertel des Spielfelds zugeteilt und stellt dort seine Burg und seine Figuren auf.; die Spielanleitung bildet in dem Fall eine zweite Sichtbarriere. Auch hier wird das Spiel wie im Grundspiel gespielt. Spieler, die ihre Burg oder Herrscherfamilie verloren haben, scheiden samt Burg und Königsfamilie aus, die restlichen Truppen werden von ihrem Bezwinger übernommen.

## Entwicklung und Rezeption
Das Spiel Feudal wurde von Fred Buestchler entwickelt und erschien 1967 in der Reihe Bookshelf Games von 3M in englischer Sprache sowie 1969 ebenfalls bei 3M auf Deutsch. Nachdem die gesamte Serie 1976 an Avalon Hill verkauft wurde, veröffentlichten diese eine weitere englische Auflage. 1979 erschien das Spiel in einer multilingualen Version auf Deutsch, Niederländisch, Italienisch und Französisch bei Schmidt Spiele.

## Belege
1. 1 2 3 4 5 6 7 8  Spielanleitung Feudal, 3M 1969
2. ↑  Versionen von Feudal in der Spieledatenbank BoardGameGeek (englisch); abgerufen am 15. März 2019.